# Heliconius metharme
Heliconius metharme is een vlinder uit de onderfamilie Heliconiinae. De wetenschappelijke naam van de soort is, als Heliconia metharme, voor het eerst geldig gepubliceerd in 1849 door Wilhelm Ferdinand Erichson.

## Ondersoorten
- Heliconius metharme metharme
- Heliconius metharme makiritare Brown & Fernández Yépez, 1984
  - holotype: "male. 9.I.1981, K. Brown", IZA, Universidad Central de Venezuela, Maracay, Aragua, Venezuela
  - typelocatie: "Venezuela, Tencua, Alto río Ventuari, Territorio Federal Amazonas"[1]
- Heliconius metharme perseis (Stichel, 1923)